# Шевелево (Московская область)
Шевелево — деревня в Клинском районе Московской области, в составе Городского поселения Клин. Население — 43 чел. (2010). До 2006 года Шевелево входило в состав Новощаповского сельского округа.
Деревня расположена в центральной части района, в 3,5 км к северо-востоку от города Клин, на левом берегу реки Лютенка (правый приток Сестры), высота центра над уровнем моря 166 м. Ближайшие населённые пункты — Белавино на юге, Ясенево на юго-востоке и Большое Щапово на северо-востоке.

## Население
| 2002 | 2006 | 2010 |
| ---- | ---- | ---- |
| 29   | ↘20  | ↗43  |